# Von Liewen
von Liewen är en baltisk adlig och estlandssvensk släkt. En gren av ätten introducerades 1654 som friherrlig ätt nummer 45 på Sveriges Riddarhus. En annan gren upphöjdes 1719 till grevliga ätten nummer 67 på Riddarhuset men utslocknade 1781.
En Gerardus Livo omtalas som vasall under ärkebiskopen i Riga. År 1389 bytte en Hincke Live bort jord i Livland mot Parmel i Estland, som kom att bli ättens huvudgods ända fram till 1694.
En rysk gren, furstlig från 1826, fanns kvar i Ryssland fram till 1917.
I äldre tider skrevs ätten ofta Liwe, och det var också under den namnformen som ätten blev introducerad i Sverige, innan Liewen slog igenom i början på 1700-talet. Andra i Sverige allmänt brukade namnformer var bland annat Lieven, Lefwe och Lieve.

## Personer med namnet Liwe, Lieven eller Liewen
- Reinhold Liwe (1621–1665), friherre till Eksjö, guvernör på Ösel, friherrliga ätten nummer 45 (1653)
- Bernhard von Liewen (1651–1703), militär
- Reinhold von Liewen (1653–1701), friherre, militär
- Hans Henrik von Liewen den äldre (1664–1733), greve, riksråd, militär
- Berndt Vilhelm von Liewen (1685–1771), general
- Hans Henrik von Liewen den yngre (1704–1781), greve, riksråd, militär
- Carl Fredrik von Liewen (1721–1763), greve, militär
- Henrika Juliana von Liewen (1709–1779), hovdam
- Carl Gustaf von Liewen (1722–1770), friherre, ämbetsman
- Carl Gustaf von Liewen (1748–1809), friherre, militär
- Charlotte von Lieven (1743–1828), rysk hovdam
- Karl von Lieven (1767–1844), rysk militär och ämbetsman
- Gustaf Rutger von Liewen (1772–1835), friherre, militär
- Kristofor von Lieven (1774–1839), rysk militär och diplomat
- Dorothea von Lieven (1785–1857), rysk furstinna